# 영국해외항공 911편 추락 사고
영국해외항공 911편 추락 사고(영어: BOAC flight 911)는 1966년 3월 5일 영국해외항공 소속의 비행기가 비행중 일본 후지산 근처에서 추락한 사고이다. 보잉 707-436 기체를 몰았던 45세 조종사 버나드 돕슨은 1960년 11월 이후부터 707기를 계속 몰고 있었다.
등록코드가 G-APFE인 이 비행기는 도쿄-홍콩 구간을 가기 위해 하네다 국제공항에서 이륙한지 얼마 안되어 후지산 상공에서 공중분해되고 추락했다. 승무원 11명을 포함한 124명의 승객이 이 사고로 모두 사망했다. 이 승객 중에서는 14일간의 일본-동남아시아 투어를 후원받은 미국 미니애폴리스의 테르모 킹과 관련된 미국인 75명도 포함되어 있었다. 이 사고로 부부 26쌍이 사망하면서 어린이 63명이 고아가 되었다.
이 사고는 1966년 3월 한달동안 도쿄에서 발생한 3번째 항공 사고로, 2월 9일에는 전일본공수 60편 추락 사고가 발생했고, 이 사고가 나기 하루 전에는 캐나다 태평양항공 402편 추락 사고가 발생했다.

## 비행과 항공사고 조사 결과

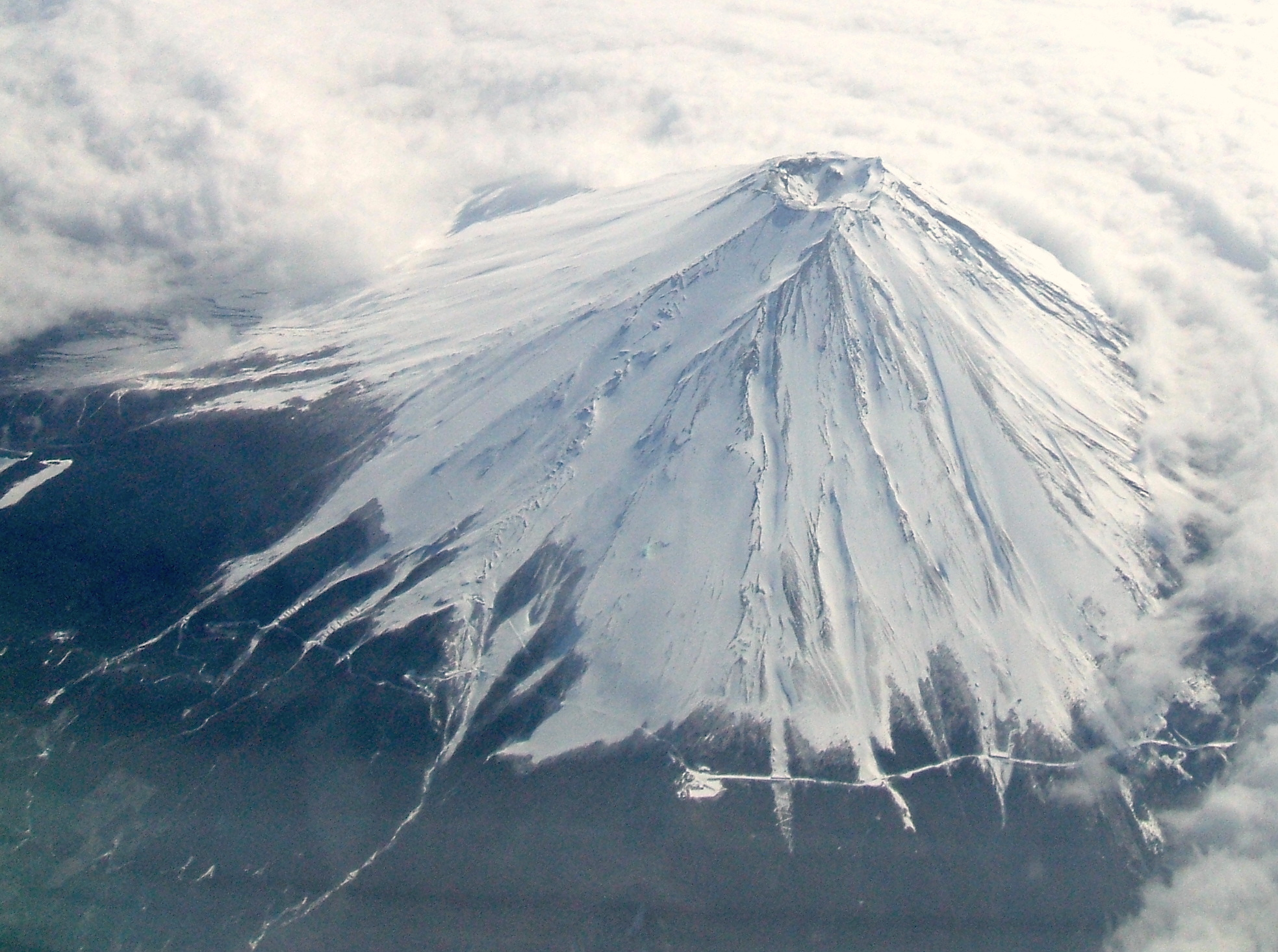
여객기로 본 후지산의 모습.

원래는 그 전날 도착했어야 했지만, 도쿄 지상의 날씨 때문에 지연되어 사고 당일 12:40에 후쿠오카 공항에서 도쿄 국제공항에 도착했다. 아시아 본토에서 온 서늘하고 건조한 공기를 가진 가파른 기압경도의 한랭전선으로 맑은 날씨와 함께 강한 서북서 바람이 불었다. 지상에 대기하는 동안 승무원들은 회사 담당자로부터 기상 브리핑을 받은 후 하네다 남쪽에서 이륙하여 이즈오섬을 통해 계기 비행을 하고 항공로 JG6을 따라 플라이트 레벨 310(31,000 ft)로 홍콩까지 간다는 비행계획을 세우고 이륙을 요구했다.
13:42에 승무원은 항공 교통 관제에게 엔진 시동을 요청했고, 후지산 근처를 통과하여 승객들에게 산을 더 잘 보여주기 위해 시각 기상 조건(VMC)를 보고 후지-라벨-쿠시모토 항로를 통해 서쪽으로 가는 것으로 바꾸었다. 항공기는 13:50에 택싱을 시작했고 13:58에 북서풍을 타고 이륙하기 시작했다. 이륙 후 비행기는 바로 도쿄 만에서 오른쪽으로 휘어져 갔으며, 남서쪽으로 머리를 틀어 오다와라시 북쪽을 통과했다. 이후, 다시 비행기를 오른쪽으로 틀어 각도를 298°, 지시대기속도 320~370 노트, 고도 4,900 m (16,000 ft)로, 이는 대략 산 꼭대기인 3,776 m (12,388 ft)보다 약간 높은 채로 고텐바시를 지나갔다. 그러던 중 비행기가 비행 도중 갑자기 강한 바람에 마주치고 파손되어 인근 숲에 추락하였다.
항공기는 약 16 km 길이로 분해되었다. 잔해 위치 분석 결과 먼저 수직 안정체가 동체에서 떨어저 나간 것을 확인했다. 좌현의 수평 안정체가 왼쪽 아래로 떨어져 나간 페인트 자국도 확인할 수 있었다. 얼마 있지 않아 두 날개와 4개의 엔진이 과도한 응력을 받아 파괴되어 떨어졌고, 곧바로 꼬리 날개의 나머지 부분이 모두 떨어졌다. 항공기는 수평으로 회전하여 지상에 부딪치기 직전 동체 전반부와 우현 날개가 떨어져 나갔다.
일부 수직 안정체의 볼트 구멍에서 응력으로 인한 균열이 있는 것이 발견되었지만, 후속 테스트를 통해 이것이 사고 원인에 크게 영향을 끼지 않았음이 밝혀졌다. 아직도 이것은 잠재적으로 중요한 비행 안전 문제였다. 이러한 발견의 결과로 보잉 707과 비슷한 보잉 720 항공기의 후속 검사에서는 일반적인 문제가 발견되지 않았으며, 비행기에 대한 사후 조치는 이후 치러졌다.
추락 사고 하루 후, 후지산 위에서 분 강한 바람이 비행기를 파괴시켰다는 주장이 나왔다. 뉴욕 타임즈는 다음과 같은 기사를 작성했다.
"화재 및 폭발 관련 항공 전문가의 보고서에도 불구하고 도쿄 40마일(64.3km) 남쪽의 화산채 주변에서 나온 강한 바람이 추락의 원인이 될 수가 있다. 12,388피트 꼭대기 주변은 불안정한 난류가 흐르는 지역으로 유명했다. 뉴욕의 기술자는 이러한 난기류가 때에 따라서는 급격한 응력을 받아 파괴로 이어질 수 있다고 설명했다. 그 기술자는 이러한 충격으로 엔진이 분해되고 날개와 동체에 불이 붙었을 것이라고 말했다."

결국 이러한 사고의 예상되는 원인은 "항공기가 갑작스럽게 비정상적인 돌풍을 맞아 설계 기준을 초과하는 응력을 받아서 고텐바 시 위에서 분해된 것"으로 추정하고 있다.

## 관련 정보
이 사고는 1966년 일본에서 일어난 5번의 치명적인 항공 사고 중 하나로, 캐나다 퍼시픽 항공 402편 추락 사고로 하네다 공항에 불이 붙은 채 추락한지 24시간도 되지 않아 이 사고가 일어났다. 실제로, 911편은 사고로 이어질 이륙 준비 직전에 더글러스 DC-8의 연기가 뒤덮인 공항에서 택싱했다.
여러 예약 승객들이 닌자 시범 공연을 보기 위해 승차 직전 비행기 티켓을 환불받았다. 그 승객들인 알버트 R. 브로코리, 헤리 셀츠맨, 켄 아담, 루이스 길버트, 프레디 영은 제임스 본드의 영화 You Only Live Twice를 촬영하기 위한 장소로 일본을 물색하던 도중에 내렸다.

## 참고 문헌
- Job, Macarthur (1995년). 〈When the sky is blue, Fuji is angry〉. 《Air Disaster》. Weston Creek: Aerospace Publications. 44–52쪽. ISBN 1-875671-11-0.
- Richard I. Stone (1968년 3월 5일). “124 die in 2nd Japan air disaster”. Long Beach, California: Press Telegram. A–1,A–3면. (보존 링크: page A-1 page A-3)